# Jorge Pítari
Jorge A. Pítari (* 16. April 1943 in Buenos Aires) ist ein argentinischer Tangokomponist.
Pítari studierte bis 1972 an der Universidad Católica Argentina bei Luis Gianneo, Roberto Caamaño und Gerardo Gandini. Mit einem Stipendium der Stadt Buenos Aires setzte er seine Ausbildung bei Gabriel Brnčić, José Maranzano und Francisco Kröpfl fort. Er unterrichtete Musiktheorie, Harmonielehre, Kontrapunkt, Komposition und Orchestration am Conservatorio Provincial Juan José Castro in La Lucila, dem Conservatorio Provincial Alberto Ginastera in Morón und ist Professor für Komposition und Arrangement am Conservatorio Nacional de Música Carlos López Buchardo in Buenos Aires. 
Mit der Komposition Kaleidoskop für Flöte, Oboe, Fagott, Geige, Bratsche, Cello und Klavier gewann Pítari 1974 den Luis-Gianneo-Kompositionswettbewerb. Für das Orquesta no Típica der Universität Bremen komponierte er den Tango Lo que se fue (2001), den ersten Teil des Triptychons Diálogos con Piazzolla.

## Werke
- Pequeña fugazzetta tanguera
- Tres tangos truchos
  - Como de la Guardia vieja
  - Recordando a Don Osvaldo
  - Piazzolliento
- Invencion Tanguera